# Muircheartach Ua Briain
Muircheartach Ua Briain (1050 circa – 1118) è stato re supremo d'Irlanda dal 1101 al 1118.
Nel 1101 divenne re e viaggiò nelle province dell'isola. Nel 1114 si ammalò gravemente e Diarmait ua Briain prese il potere su Mumu e bandì Muircheartach, che l'anno successivo catturò Diarmait e poi riprese il controllo di Mumu. Nel 1118 Muircheartach morì.